# Tom Hoover
Thomas Lee Hoover jr., detto Tom (Washington, 23 gennaio 1941), è un ex cestista statunitense, professionista nella NBA e nella ABA.

## Carriera
Venne selezionato dai Syracuse Nationals al primo giro del Draft NBA 1963 (6ª scelta assoluta).